# Cheung Po Tsai Tung
Cheung Po Tsai Tung (kinesiska: 張保仔洞, 张保仔洞) är en udde i Hongkong (Kina).   Den ligger i distriktet Islands, i den västra delen av Hongkong.
Terrängen inåt land är platt åt nordost, men åt nordväst är den kuperad. Havet är nära Cheung Po Tsai Tung åt sydost.  Centrala Hongkong ligger 17,3 km nordost om Cheung Po Tsai Tung. 